# Carral (Begonte)
Carral (llamada oficialmente San Martiño de Carral) es una parroquia española del municipio de Begonte, en la provincia de Lugo, Galicia.

## Organización territorial
La parroquia está formada por siete entidades de población, constando cinco de ellas en el nomenclátor del Instituto Nacional de Estadística español:
- Buíde
- Francés
- Marco (O Marco)
- O Pumariño
- O Rego
- Os Corrás (Os Currás)
- Teixeiro (O Teixeiro)

## Demografía
| Gráfica de evolución demográfica de Carral entre 2000 y 2019 |
|                                                              |
| Datos según el nomenclátor publicado por el INE.             |